# Табылдиев, Хисмет Бозанович
Хисмет Бозанович Табылдиев — педагог, учёный, общественный деятель, доктор исторических наук, «Отличник образования Республики Казахстан», «Заслуженный работник образования Республики Казахстан»,Член Союза журналистов Казахстана, почётный гражданин города Атырау.

## Биография
Родился 8 сентября 1936 года в поселке Бесикты Махамбетский район Атырауской области в семье крестьянина.
В 1957 году окончил среднюю школу им. С.Орджоникидзе г. Гурьев.
В 1962 году окончил историко-филологический факультет Казахского государственного университета им. С. М. Кирова, по специальности «История, литература».
1962—1963. Учитель средней школы им. С.Орджоникидзе г. Гурьев.
С октября 1963 года работал преподавателем истории, старшим преподавателем, доцентом, деканом Гурьевского педагогического института.
В 1973 г. защитил диссертацию на соискание ученой степени кандидата исторических наук на тему «Социалистік Гурьевтің тарихы».
В 1976 году ВАК Республики Казахстан присвоил ученое звание доцента.
С октября 1976 года проректор по заочному обучению Гурьевского педагогического института.
27 мая 1991 года назначен ректором Атырауского государственного университета им. Х.Досмухамедова.
В 1992 году ВАК Республики Казахстан присвоил ученое звание профессора.
В 1997 году избран академиком Академии общественных наук Республики Казахстан.
7 ноября 1998. Защита докторской диссертации на тему «Қазақстандағы сауатсыздықты жою: тарихи тәжірибе».
2003—2008. Заместитель главного редактора областной газеты «Атырау».
С 1 сентября 2008 года советник ректора Атырауского государственного университета им. Х.Досмухамедова.

## Общественная работа
Член Союза журналистов Казахстана.
Депутат областного маслихата трех созывов, возглавлял постоянную комиссию областного маслихата по награждению.
3 марта 2000 года на сессии областного маслихата второго созыва был избран секретарем областного маслихата.
2001—2004. Руководство областным филиалом НДП «Нур Отан».
Член областной ономастической комиссии, принимал участие в переименовании города Гурьев в Атырау, Эмбинского района в Жылыойский, других населенных пунктов.

## Научные, литературные труды
Автор публикаций в 12-томной энциклопедии «Үлкен Қазақ Кеңес энциклопедиясында», 3-томного сборника «Боздақтар», энциклопедии Атырауской области, монографиях «Ақтаңдақтар ақиқаты», «Құрманғазы», «Кіші жүз руларының тарихы мен шежіресі», «Сауатсыздықтан білім шыңына», «Сарайшық», «Қазақстанда сауатсыздықты жоюдың қиыншылықтары», «Атыраулықтар ұлы Отан соғысы жылдарында», «Өзгерген өмір, жаңарған өңір» и еще более трехсот научных статей.
1. «Социалистік Гурьев тарихы»
2. «Сауатсыздықтан — білім шыңына»
3. «Сауатсыздықты жоюдың Қазақстандағы ерекшелігі мен қиыншылығы»
4. «Ақтаңдақтар ақиқаты»
5. «Күй атасы — Құрманғазы»
6. Хисмет Табылдиев, Ақылбек Қалмұратов. Кіші жүз рулары (шежіресі мен тарихы)/ Алматы, «Ер-Дәулет», 1994
7. Хисмет Табылдиев. Өзгерген өмір жаңарған өңір: Атырау облысының құрылғанына 70 жыл толуына орай тарихы мен жылнама шежіресі / Атырау, 2008. ISBN 978-601-242-006-7

## Награды и звания
1. Кандидат исторических наук (1979).
2. Доктор исторических наук (1998)
3. «Почетный ректор» Атырауского государственного университета им. Х. Досмухамедова, академик Гуманитарной академии Республики Казахстан (1997)
4. Почетный гражданин города Атырау (1997)
5. Почетный гражданин Курмангазинского района Атырауской области (2001)
6. Орден «Парасат»(2009)
7. Медаль «Ветеран труда» Казахстан
8. Медаль «За трудовое отличие» Казахстан
9. Юбилейная медаль «10 лет Казахстану»
10. Юбилейная медаль «10 лет Парламенту Казахстана»
11. «Отличник образования Республики Казахстан»
12. «Почетный работник образования Республики Казахстан»

## Публикации
- Мутанов Ғ.М. «Өнегелі өмір» сериясы / Табылдиев Х. Ш. 2020, 207—339 стр. ISBN 978-601-04-4871-1